# Kanton Châteaulin
Kanton Châteaulin (fr. Canton de Châteaulin) je francouzský kanton v departementu Finistère v regionu Bretaň. Skládá se ze 14 obcí.

## Obce kantonu
- Cast
- Châteaulin
- Dinéault
- Kerlaz
- Locronan
- Ploéven
- Plomodiern
- Plonévez-Porzay
- Port-Launay
- Quéménéven
- Saint-Coulitz
- Saint-Nic
- Saint-Ségal
- Trégarvan